# 端午
端午（たんご）は、五節句の一つ。「端午の節句（たんごのせっく）」「菖蒲の節句（しょうぶのせっく）」とも呼ばれる。日本では端午の節句に男子の健やかな成長を祈願し各種の行事を行う風習があり、現在ではグレゴリオ暦（新暦）の5月5日に行われ、国民の祝日「こどもの日」になっている。少ないながら旧暦や月遅れの6月5日に行う地域もある。なお、日本以外では現在も旧暦5月5日に行うことが一般的である。

## 端午の意味
旧暦では午の月は5月に当たり（十二支を参照のこと）、5月の最初の午の日を節句として祝っていたものが、後に5が重なる5月5日が「端午の節句」の日になった。「端」（はし）は「始め・最初」という意味であり、「端午」は5月の最初の午の日を意味していたが、「午」と「五」が同じ発音「ウ－」であったことから5月5日に変わった。同じように、奇数の月番号と日番号が重なる3月3日、7月7日、9月9日も節句になっている（節句の項目を参照のこと）。

## 日本

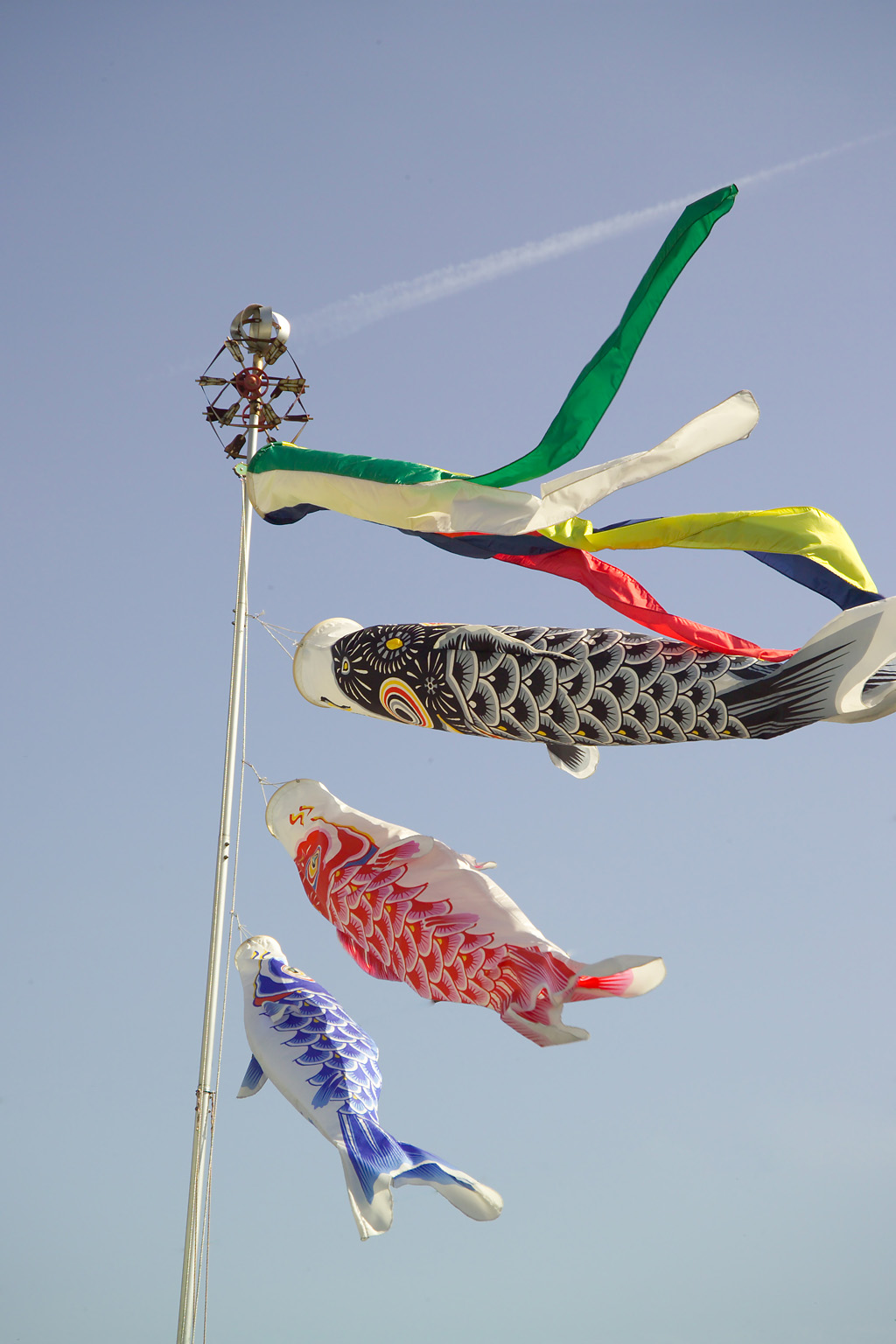
こいのぼり

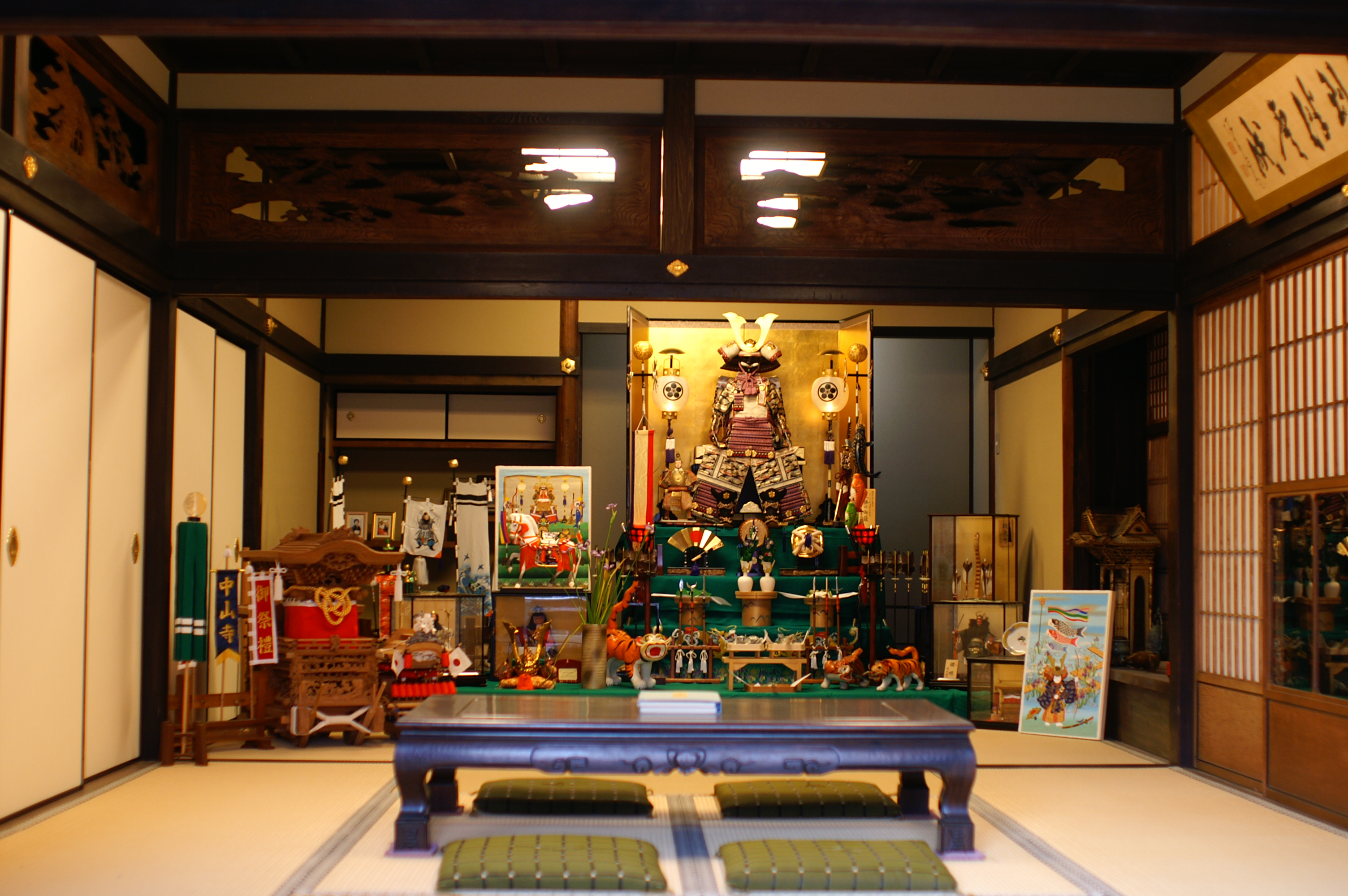
五月人形

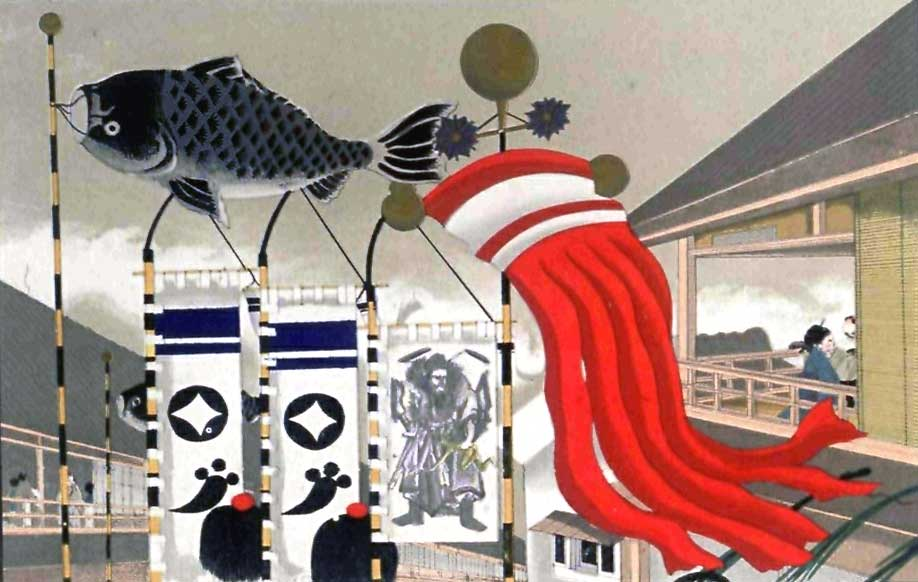
江戸時代の節句の様子。左からこいのぼり、紋をあしらった幟（七宝と丁字）、鍾馗を描いた旗、吹流し。『日本の礼儀と習慣のスケッチ』より、1867年出版

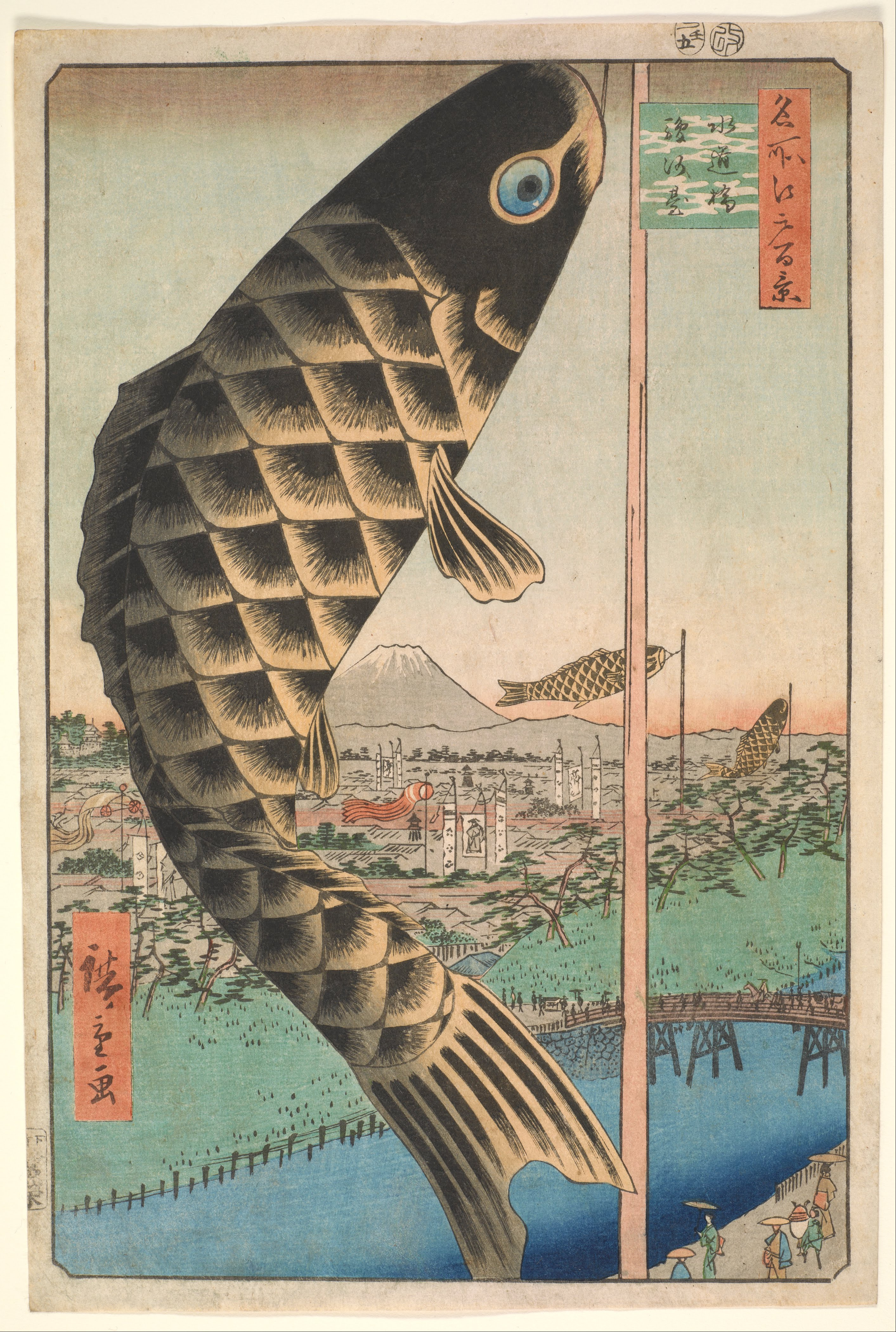
歌川広重によるこいのぼりの絵

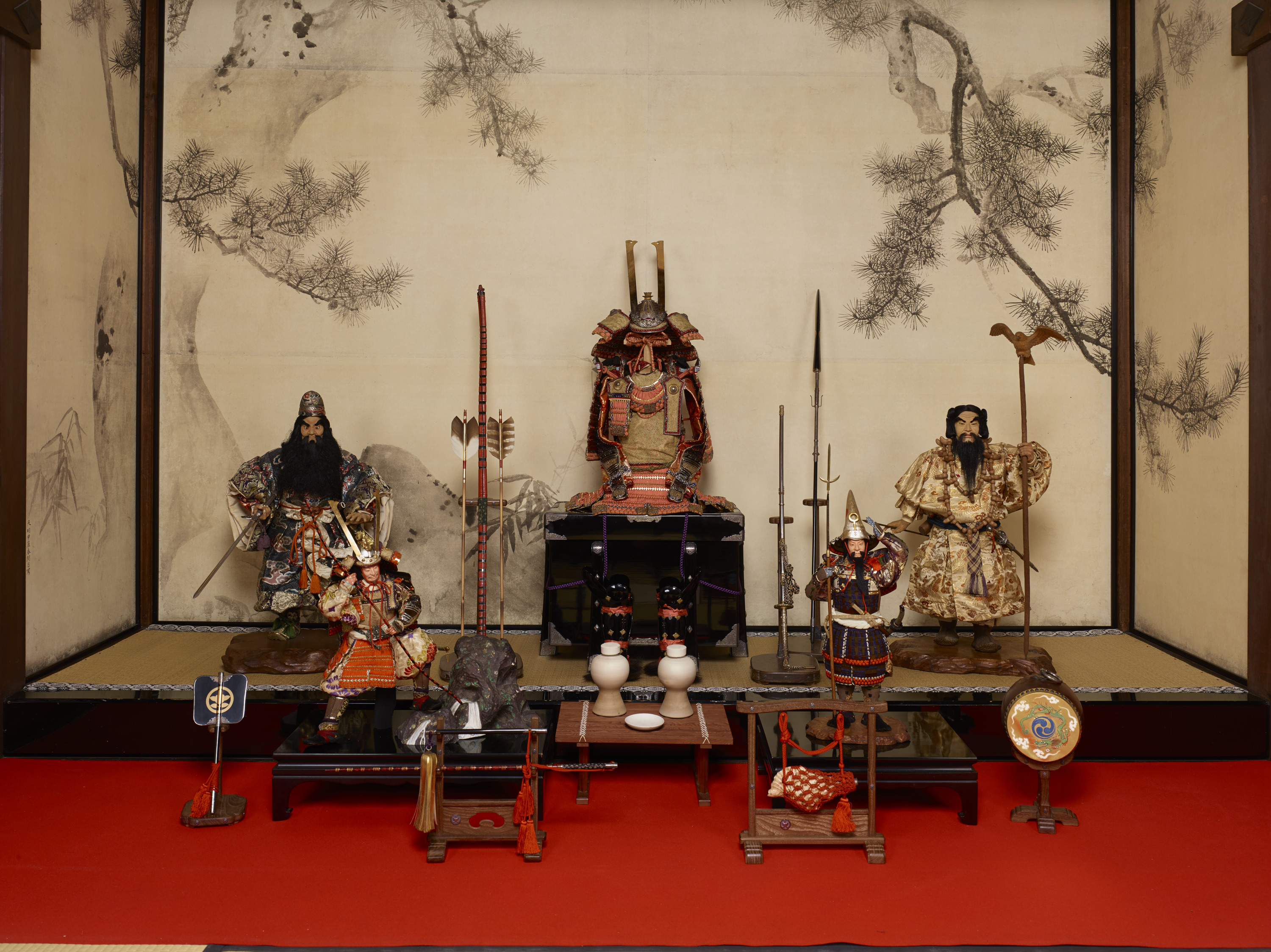
大正から明治初期の頃の五月人形（東京国立博物館所蔵）

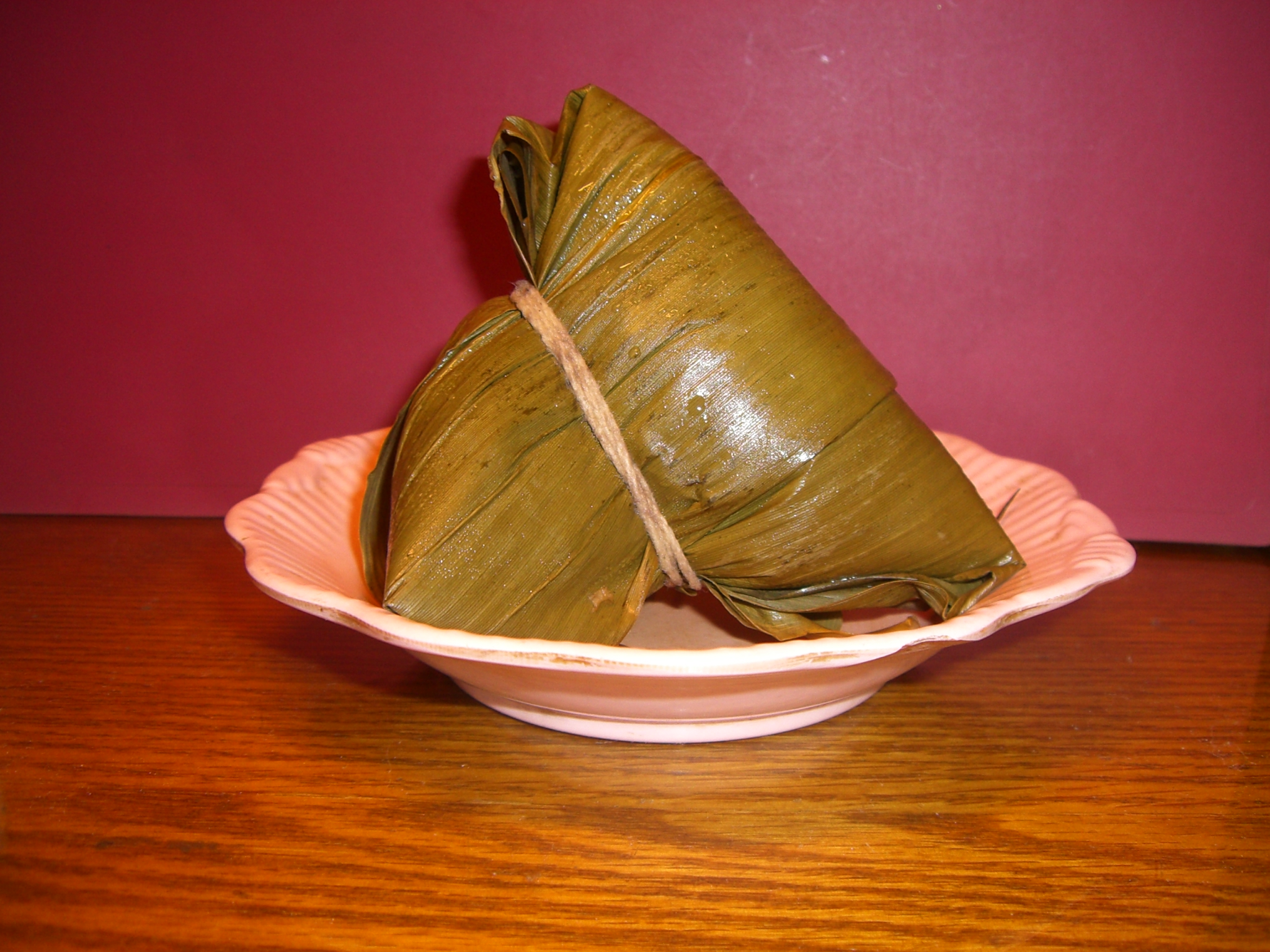
この日に食べられるちまき（粽）

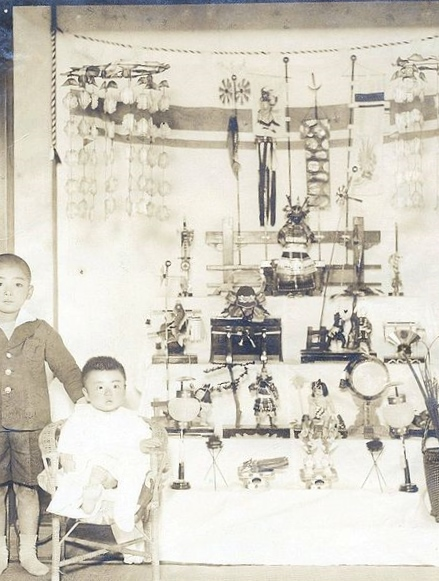
五月人形の段飾り（昭和初期）

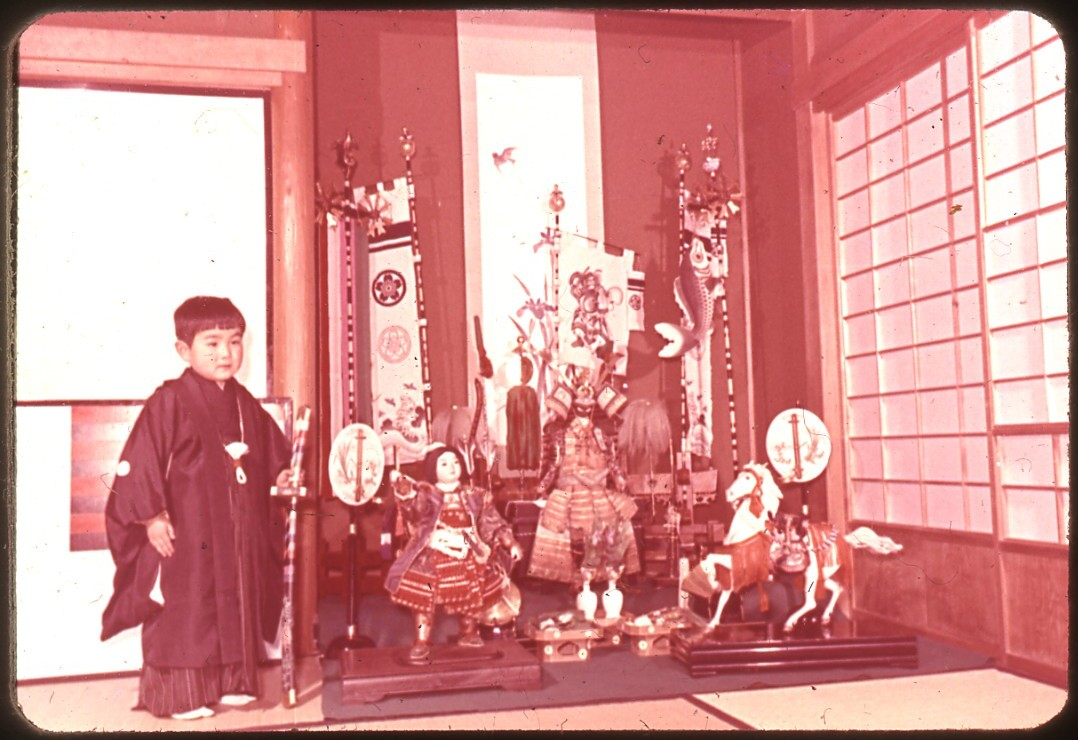
1957年頃の兜飾り

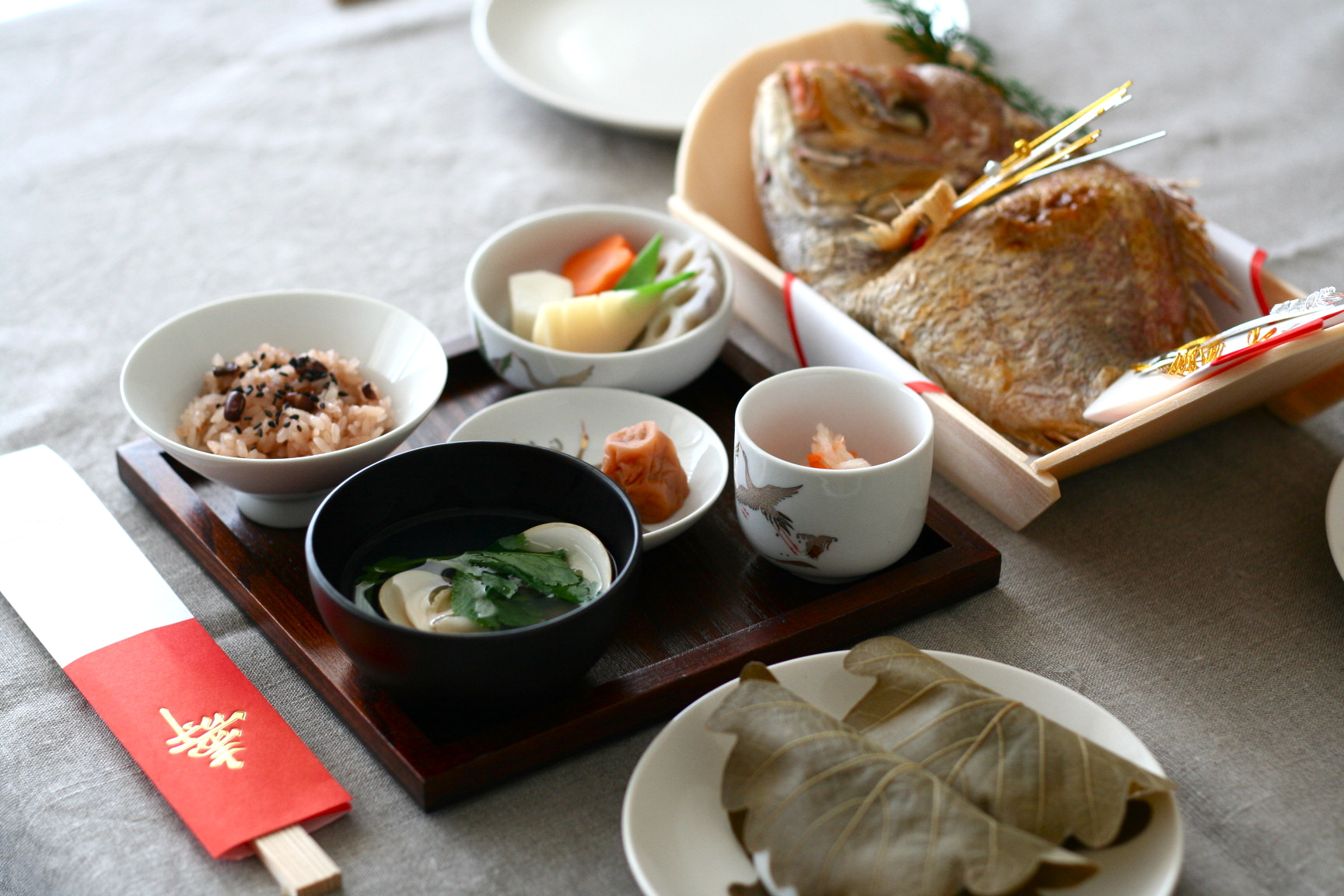
端午の料理

### 菖蒲の節供
もともと端午節に菖蒲などの多種の薬草を厄除けに用いることは南朝梁や隋の時代の文献に記されており、菖蒲は刻んで酒に混ぜて飲む、とある。
日本では、菖蒲を髪飾りにした人々が宮中の武徳殿に集い、天皇から薬玉（くすだま:薬草を丸く固めて飾りを付けたもの）を賜った。かつての貴族社会では、薬玉を作り、お互いに贈りあう習慣もあった。宮中の行事については、奈良時代に既に「菖蒲のかずら」等の記述が見られる。
鎌倉以降の時代になると、「菖蒲」が武道を尊ぶ意味の「尚武」と同じ読みであること、又、菖蒲の葉の形が剣を連想させる事などから、端午は男の子の節句とされたと仮説されている。そして男の子の成長を祝い、健康を祈るようになった。鎧、兜、刀、武者人形や金太郎・武蔵坊弁慶を模した五月人形などを室内の飾り段に飾り、庭前にこいのぼりを立てるのが、現在に至る典型的な祝い方である（但し「こいのぼり」が一般に広まったのは江戸時代になってからで、関東の風習として一般的となったが、京都を含む上方では、当時は見られない風習であった）。鎧兜には、男子の身体を守るという意味合いが込められている。
江戸時代迄、端午の日に子供は河原などで兜巾や鈴懸の山伏姿となり、頭に菖蒲鉢巻を巻いて腰に菖蒲刀を差してから、敵味方に分かれて石合戦をする「印地打ち」という風習があったが、負傷者や死亡者が相次いだ為に禁止となった。また、印地打ちが禁止になった後、菖蒲を刀の代わりにした「菖蒲切り」というチャンバラが流行した。
江戸時代の百科事典である『和漢三才図会』巻四には、「家ごとに幟や甲冑を飾り、植物の菖蒲を飾る」と記されていた。江戸時代後期の百科事典である『守貞謾稿』には、甲冑は実戦用ではなく、金属や皮革を使わず、厚紙を重ね貼りした上に漆や鉄粉を塗り、蒔絵や金メッキで装飾して紐で繋いだ節句飾り専用の物が製造販売されたと記されている。
端午の日には柏餅（かしわもち）を食べる風習がある。柏餅を食べる風習は日本独自のもので、柏は、新芽が出るまで古い葉が落ちないことから「家系が絶えない」縁起物として広まっていった。
なお、男の赤ん坊を持つ家庭にとっては初節句となるため、親族総出で盛大に祝われる事も多い。特に、家意識が強い地域ではその傾向が顕著である。5月5日が祝日であり、更に、前後に祝日を伴う春の大型連休期間中であるため、雛祭り以上に親族総出で祝われる。

### 女性の節句
日本においては、女性が田植えの前に穢れを祓う斎戒を五月忌み（さつきいみ）と呼ばれた。また「フキゴモリ（葺き籠り）」と称して、5月4日（端午節の前夜にあたる）には、男性が戸外に出払い、女性だけが菖蒲やヨモギで葺いた家の中に閉じこもって過ごす習俗があった。尾張（愛知県）や伊勢（三重県）らのフキゴモリ例が挙げられているが、5月5日を女の家と称する風習は、中部地方以外にも四国地方の一部にみられる。近松門左衛門（1725年没）が晩年の作中で、五月五日のことを「女の家（おんなのいえ）」と言及しているが、これは女性がこの日に家籠りする風習をさしているとされていて、この風習が少なくとも江戸中期に遡ることがわかる。
一部の学者は、女性の葺き籠りや菖蒲湯の沐浴として、中世以前から確立していると主張し、本来は女性にまつわる習俗から、男児にまつわるものへと中世末期から近世にかけて移行したと論説する。すなわち「菖蒲の節供」は元々女性の節句だったとする。
また、5月4日の夜から5月5日にかけてを「女天下」と称し、家の畳の半畳分ずつあるいは家全体を女性が取り仕切る日とする慣習を持つ地域がある。

## 中国
中国の端午節には様々な禁忌が布かれ、五色の糸で縫った香袋を身に着ける、ちまきを食す、雄黄酒を顔に塗布する、艾草（チョウセンヨモギ）を人型にして束ねた人形や菖蒲の剣を戸口に飾るなどの慣習がおこなわれ、龍舟競渡（ドラゴンボートレース）が開催されてきた。
端午節の由来の仮説としては、夏殷周代の暦法で夏至であったという説、5月を「悪月」、5日を「悪日」とする説（『荊楚歳時記』五月の条）などが存在する。

### 後漢・晋
端午についての古い文献記録は、後漢末の応劭による『風俗通義』であるが、端午と夏至にちまき（「粽」、別名を「角黍」とも称した）を食する習慣が記される。また、晋の周処による『風土記』にも記載があり、この時節にはアヒルを煮、ちまきを食べる（「仲夏端午、烹鶩角黍」）と記される。ちまきの言及こそあるものの、俗にちまきの考案者とされる屈原との関係（後述）については一切言及されていない。
この後漢末の『風俗通義』（『風俗通』とも）には、「五月五日、五綵の糸を以て臂にかけ、鬼を辟くれば、人をして瘟を病まざらしむ」と書かれている。異本には五月五日の人命を伸ばすご利益があるとされる「続命縷」とも称されていたが、引用に残るだけで現存の『風俗通義』は見えない記述である。

### 屈原崇拝は6世紀
広く知れわたっているのは、戦国時代の楚の家臣の屈原が失意のうちに汨羅江に身を投げたのが5月5日であり（紀元前278年没）、後代の人がこれを供養するのが端午節となった、という縁起伝説である。だが、この習俗が古代（漢代以前）より執り行われたものかについては、信ぴょう性が疑われている（以下、その考察）。
史実として屈原がこの日に入水自殺したことを裏付ける史料はなにもない。だが縁起伝説によれば（楚の人々は漢代以前より）端午節を屈原の命日として竹筒につめた米を供えていた、それが後漢の初めの建武（25年-56年）の頃になって、長沙の某人の夢に三聞大夫（屈原）が現れ、そのままでは供物は蛟竜に横取りされるので、これを厄除けするためには、供えるもち米を楝樹の葉でふさぎ、五色の糸で巻け、と指示したと語られている。
この起源説話は『続斉諧記』（6世紀）、あるいは南朝梁の宗懍（そうりん）の『荊楚歳時記』（6世紀）にも転載される記述であるが、これが数世紀前の漢代にさかのぼる伝説だという確証はない（屈原の崇拝が6世紀より前に民間で広く行われたという傍証はないとされる）。ちまきと屈原の故事は端午とは元来無関係であったと考えられる。
隋の杜公瞻による『荊楚歳時記』注釈本における考証では（題材が端午節の競渡（競漕）に変わるが）、その当時の巷では「俗に」五月五日のボートレースが屈原の入水自殺にまつわるものと信じられているが、実は春秋時代の伍子胥にまつわるもので、「屈平（屈原）とは関せざるなり（不關屈平也）」と断じている。そして後漢の頃にはおそらく端午節に（屈原でなく）伍子胥を祀っていただろうことを、具体的な傍証（伝・邯鄲淳がつくったとされる「孝女曹娥碑」）で指し示している。

### 端午の競渡の起源

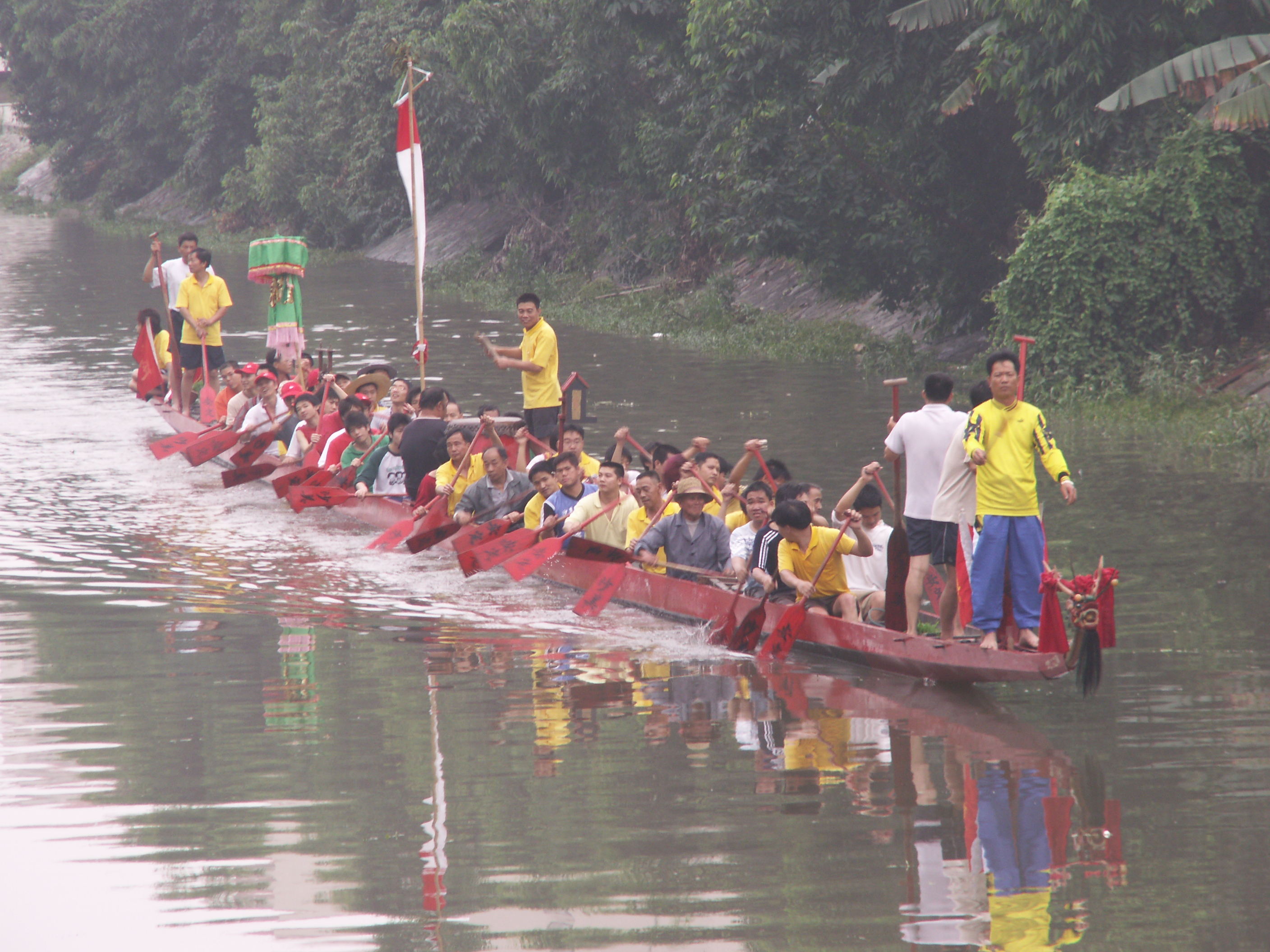
ドラゴンボート（中国・広東省）

現在、中国語圏では、龍船節として手漕舟（龍船あるいはドラゴンボート）の競漕（競渡）が行われ、屈原を偲んでの行事であるとされている。しかし、そもそも「（屈原の）遺体を救うために競渡するとされるのは俗説」に過ぎない。
端午節について（20世紀までは）高く評価支持されたのが、聞一多 の「端午考」（1947年）他、そして黄石の『端午礼俗史』（1963年）に見られる諸学説だが、競渡の起源についての見解は各々であり、以下の通り、年代なども相反している。
聞一多は、長江下流の呉越の民族の蛟竜除けの風習の延長線上にあり、彼らが龍を避けるために体に文身（いれずみ）をしていたことは記録されているが、同様に船にも龍をかたどっていたのだろうという仮説を立てた。即ち古代の呉越民族の龍図騰（トーテム）崇拝よりの由来説であり、競渡に発展したのは戦国時代以前とした。これと似て凌純声も、古代の百越民族のあいだで船に乗り水神を祀った行事が、やがて競渡に転じたと説き、雲夢大沢（）（汨羅江が注ぐ洞庭湖の北部地域）より出土した銅鼓の船形文様は、後に競渡に使われた龍船によく似ているとも主張した。
黄石は、龍舟競渡のルーツを送瘟船の儀礼と捉えており、確立年代としては「龍頭龍尾を象った龍舟による龍舟競渡は、中唐以後である」と考証した。
こうした両氏の競漕に関する考察については、近年では再検討が見られており、聞氏らの築いた礎石のままでは時節祭についての理解は不十分で刷新が必要であると説かれており、また、黄石が主張するように端午節の全ての行事が「避瘟・避邪」の為であるとするのは受容れがたいとも説かれる。
『荊楚歳時記』注釈本が、五月五日の競漕が屈原よりもむしろ伍子胥に関連すると説いていることは既に述べたが、更に加えて（伍子胥が仕えた呉の夫差とは仇敵である）越の勾践が競漕の習わしの開祖であると『越地伝』に記されたと付記する。しかし注釈者も「詳らかにすべからず」とこの説に否定的で、近年の学者（守屋美都雄）も信ぴょう性は乏しいとした。

### 薬草
いまでも（汨羅付近では）端午節に、菖蒲やチョウセンヨモギの束を魔よけとして戸口に飾る風習が、広く行なわれているが、以下その遡源について、および薬草狩り・薬湯・厄除けの風習について述べる。
薬草風呂をこの時節に浴びる風習は古い。前漢の『大戴礼記』（『大戴礼』とも）巻二「夏小正」の条（前1世紀）には、五月の五日（午日）に「蘭を蓄え沐浴を為すなり」とみえるが、この頃の「蘭」とはフジバカマを指すというのが通説である。後世の菖蒲風呂は、この「蘭」の沐浴の遺風であろう。
『荊楚歳時記』には五月五日を「浴蘭節」と称すとあり、「… 四民並蹋百草之戯 採艾以為人 懸門戸上 以禳毒気 以菖蒲或縷或屑 以泛酒」と続く。すなわち、四つの階級の民は「百草踏み」という遊戯にふけり、チョウセンヨモギで作った人形（）を門に掛けて邪気を払い、菖蒲は刻むか粉末にして酒に混ぜて飲んだ。また『歳時記』ないし『歳時雑記』からの引用として、菖蒲を小人や胡蘆（ひょうたん）の形に彫刻して、これを帯びて辟邪（厄除け）したと『山堂肆考』に見える。
古代より菖蒲は効能がある薬草とされていた。『風俗通』（後漢末）には、食せば長寿につながると説く。
これらについては、現代日本においても菖蒲や蓬を軒に吊るし、菖蒲の束を浮かべる菖蒲湯に入る風習が残っている。

## 朝鮮・韓国

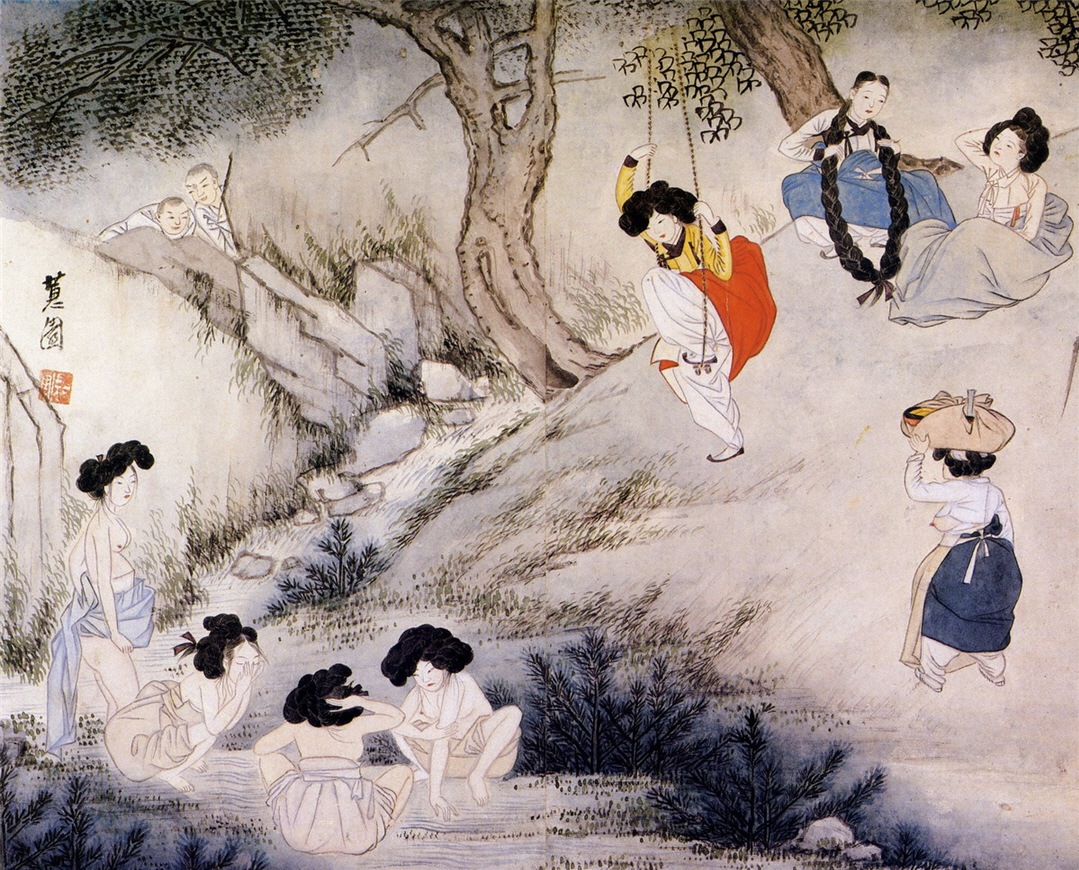
蕙園伝神帖「端午風情」

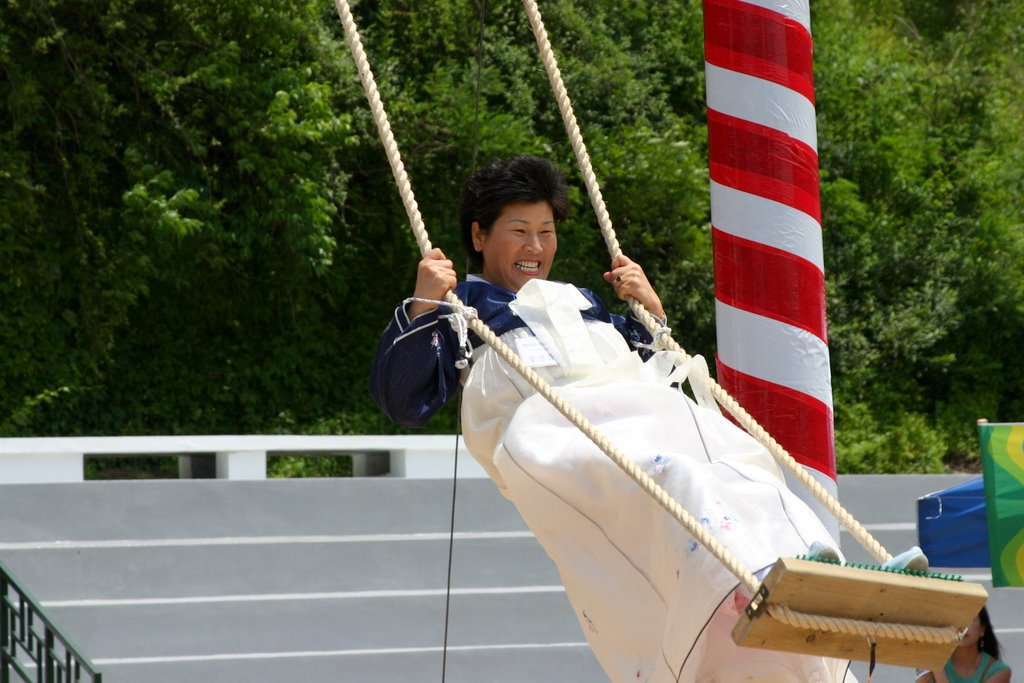
安東民俗博物館の端午祭

韓国の端午は、「タノ」（단오）と言い、旧暦の5月5日に行われる。この日に女性がブランコに乗る風習がある。
朝鮮では、端午（タノ）は旧正月（ソルラル）、秋夕（チュソク）、寒食（ハンシク）と並ぶ四大名節とされ、田植えと種まきが終わる時期に山の神と地の神を祭り、秋の豊作を祈願する日とされる。李氏朝鮮時代には、男子はシルム、女子はクネ（鞦韆、ブランコ）を楽しみ、厄除けの意味を込めて菖蒲を煮出した汁で洗髪し、女子は菖蒲の茎のかんざしを、男子は腰飾りを身につける習慣があった。端午の伝統料理には、ヨモギやチョウセンヤマボクチを練り込んで車輪の型で押したトック（車輪餅 チャリュンビョン）やユスラウメのファチェ（花菜、冷たい飲み物）がある。
2005年11月、大韓民国の江陵端午祭がユネスコによる「人類の口承及び無形遺産の傑作」への認定を宣言された（第3回傑作宣言）。この事を受けて、端午祭の本家である中国のマスコミをはじめとする諸団体は「韓国起源の節句として無形文化遺産登録された」などと猛反発した。
さらに韓国の報道によると、傑作宣言の5ヶ月前に、中国国内から「湖北省で行われている自国の江陵端午祭を、韓国の江陵端午祭との共同で世界文化遺産に登録しよう」という声が上がっていたが、韓国の学界から「中国の江陵端午祭は、韓国の江陵端午祭と名前だけは同じだが、完全に違うもの」と反発されていた経緯があるという。

## 琉球諸島
琉球諸島の端午の節句にはドラゴンボートを漕ぐ風習があり、魔除けとして「矢数」（琉球語：ヤカジ）という紙人形を家に掲示している。娘のいる家には紙雛箱、つまり紙人形を載せたダンボール箱が置かれている。ドラゴンボートの型と琉装、三線弾き、太鼓叩き、琉球伝統舞踊を踊る土人形も置かれている。琉球ヒヒ（ポーポー、黒糖菓子）、琉球煎餅（チンピン）などを食べる。

## ベトナム
ベトナムでは、「コムジウ（en:Cơm rượu）」と「ジウネップ(en:Rượu nếp)」というもち米の発酵食品が果物とともに祭壇に供えられる。また、別名「殺虫節（Tết giết sâu bọ / 節𢷄螻蜅）」とも言われ、この日に果物を食べると、体内の虫が退治されるともされ、農村部では、樹木の殺虫対策を行う地域もある。

## 端午や五月に関連した作品
- 落語
  - 五月幟（ごがつのぼり）
  - 菖蒲売の咄（しょうぶうりのはなし）
  - 人形買い（にんぎょうかい）
- 随筆
  - 枕草子「節は五月に」の段で端午の節句をほめたたえている。
- 小説
  - 魯迅『端午の節季』1922年
- 絵画
  - 申潤福『端午風情』
- 絵本
  - 常光徹『なぜ、おふろにしょうぶをいれるの? なぜ?どうして?たのしい行事（こどもの日）』童心社 2001年
- 写真集（文・英語，子供向け）
  - 石井美奈子 (2007年月 エラー: 日付が正しく記入されていません。（説明）). Girls' Day / Boys' Day. ベス・プレス. ISBN 9781573062749
- 映画
  - 春香伝（韓国・2000年）監督イム・グォンテク、出演チョ・スンウ、イ・ヒョジョン
- 楽曲
  - 背くらべ（唱歌。作詞：海野厚、作曲：中山晋平）
  - 鯉のぼり（唱歌。作詞者不詳、作曲：弘田龍太郎『こいのぼり』とは別の曲）
  - こいのぼり（唱歌。作詞：近藤宮子、作曲者不詳）
  - 五月人形の行進 (サトウハチロー)（童謡。作詞：サトウハチロー、作曲：服部隆之）
- 狂歌
  - 江戸っ子は五月の鯉の吹き流し、口先ばかりで腹わたは無し
- 律詩
  - 杜甫『端午日賜衣』
宮衣亦有名　宮衣亦た名有り
端午被恩榮　端午に恩栄を被る
細葛含風軟　細葛風を含みて軟らかに
香羅畳雪軽　香羅雪を畳みて軽し
自天題處濕　天よりして題する処湿り
当暑著來清　暑に当たりて著け来たれば清し
意内稱長短　意内長短称う
終身荷聖情　終身聖情を荷る。